# Punisher (sezon 2)
Drugi sezon serialu Punisher opowiadał historię Franka Castle.
Wyprodukowany został przez ABC Studios i Marvel Television, a dystrybuowany był przez serwis Netflix. Jest on spin-offem serialu Daredevil, gdzie postać Punishera została przedstawiona w sezonie drugim produkcji.
Showrunnerem sezonu był Steve Lightfoot. W rolach głównych wystąpili: Jon Bernthal, Ben Barnes, Amber Rose Revah, Jason R. Moore, Josh Stewart, Floriana Lima i Giorgia Whigham.
Całość sezonu, składającego się z 13 odcinków, została udostępniona równocześnie 18 stycznia 2019 roku na platformie Netflix.

## Obsada

### Główne role
- Jon Bernthal jako Frank Castle / Punisher[2]
- Ben Barnes jako Billy Russo[2]
- Amber Rose Revah jako Dinah Madani[2]
- Jason R. Moore jako Curtis Hoyle[2]
- Josh Stewart jako John Pilgrim[2]
- Floriana Lima jako Krista Dumont[2]
- Giorgia Whigham jako Amy Bendix[2]

### Role drugoplanowe
- Royce Johnson jako Brett Mahoney[3]
- Corbin Bernsen jako Anderson Schultz[4]
- Annette O’Toole jako Eliza Schultz[4]
- Jordan Dean jako Jake Nelson[3]
- Samuel Gomez jako José[3]
- Jimi Stanton jako Todd[3]
- Brett Bartholomew jako Philip[3]

### Role gościnne
- Tony Plana jako Rafael Hernandez
- Rob Morgan jako Turk Barrett[5]
- Mary Elizabeth Mastrantonio jako Marion James[6]
- Deborah Ann Woll jako Karen Page[7]

## Emisja
Całość sezonu, składającego się z 13 odcinków została udostępniona równocześnie na platformie Netflix 18 stycznia 2019 roku.
1 marca 2022 roku Punisher wraz z pozostałymi serialami Marvel Television został usunięty z Netflixa na wszystkich rynkach. 16 marca został on udostępniony na Disney+ w Stanach Zjednoczonych, Kanadzie, Wielkiej Brytanii, Irlandii, Australii i Nowej Zelandii. W późniejszym terminie udostępnione zostaną w pozostałych krajach również na Disney+.

### Odcinki
| №  | Nr | Tytuł                                    | Reżyseria                  | Scenariusz                     | Premiera (Netflix) | Premiera w Polsce (Netflix Polska) |
| -- | -- | ---------------------------------------- | -------------------------- | ------------------------------ | ------------------ | ---------------------------------- |
| 14 | 1  | Przydrożny blues Roadhouse Blues         | Jim O’Hanlon               | Steve Lightfoot                | 18 stycznia 2019   | 18 stycznia 2019                   |
| 15 | 2  | Walczymy czy uciekamy? Fight or Flight   | Jim O’Hanlon               | Steve Lightfoot                | 18 stycznia 2019   | 18 stycznia 2019                   |
| 16 | 3  | Poruszyć wodę Trouble the Water          | Jeremy Webb                | Ken Kristensen                 | 18 stycznia 2019   | 18 stycznia 2019                   |
| 17 | 4  | Blizna Scar Tissue                       | Iain B. MacDonald          | Angela Lamanna                 | 18 stycznia 2019   | 18 stycznia 2019                   |
| 18 | 5  | Jednookie walety One-Eyed Jacks          | Stacie Passon              | Dario Scardapane               | 18 stycznia 2019   | 18 stycznia 2019                   |
| 19 | 6  | Nakazat                                  | Jamie M. Dagg              | Christine Boylan               | 18 stycznia 2019   | 18 stycznia 2019                   |
| 20 | 7  | Jeden kiepski dzień One Bad Day          | Jet Wilkinson              | Felicia D. Henderson           | 18 stycznia 2019   | 18 stycznia 2019                   |
| 21 | 8  | Stróż brata swego My Brother’s Keeper    | Michael Offer              | Bruce Marshall Romans          | 18 stycznia 2019   | 18 stycznia 2019                   |
| 22 | 9  | Porukwione Flustercluck                  | Salli Richardson–Whitfield | Steve Lightfoot Ken Kristensen | 18 stycznia 2019   | 18 stycznia 2019                   |
| 23 | 10 | Serca pełne mroku The Dark Hearts of Men | Alex Garcia Lopez          | Steve Lightfoot Angela Lamanna | 18 stycznia 2019   | 18 stycznia 2019                   |
| 24 | 11 | Otchłań The Abyss                        | Meera Menon                | Laura Jean Leal                | 18 stycznia 2019   | 18 stycznia 2019                   |
| 25 | 12 | Kurs kolizyjny Collision Course          | Stephen Kay                | Dario Scardapene               | 18 stycznia 2019   | 18 stycznia 2019                   |
| 26 | 13 | Burza The Whirlwind                      | Jeremy Webb                | Steve Lightfoot                | 18 stycznia 2019   | 18 stycznia 2019                   |

## Produkcja

### Rozwój projektu
W styczniu 2015 roku Ted Sarandos, dyrektor programowy Netflixa, zapewnił, że wszystkie seriale tworzone przy współpracy z Marvelem mają szansę na kolejne sezony. 12 grudnia 2017 roku poinformowano, że serwis zamówił drugi sezon serialu. Pod koniec lutego 2018 roku poinformowano, że Lightfoot będzie opowiadał również za drugi sezon.

### Casting
Pod koniec lutego 2018 roku poinformowano, że Jon Bernthal, Ben Barnes, Amber Rose Revah i Jason R. Moore powrócą w drugim sezonie oraz że do obsady dołączyli Giorgia Whigham jako Amy Bendix, Floriana Lima jako Krista Dumont i Josh Stewart jako John Pilgrim. W maju tego samego roku do obsady dołączyli Corbin Bernsen jako Anderson Schultz i Annette O’Toole jako Eliza Schultz.

### Zdjęcia
Zdjęcia do sezonu rozpoczęły się 10 marca 2018 roku w Bellmores w Nowym Jorku.